# (38770) 2000 RT8
2000 RT8 (asteroide 38770) é um asteroide da cintura principal. Possui uma excentricidade de 0.19964790 e uma inclinação de 3.98076º.
Este asteroide foi descoberto no dia 1 de setembro de 2000 por LINEAR em Socorro.